# Dumbu
Dumbu (ou Dumbo, Dumwu) est une localité du Cameroun située dans le département du Donga-Mantung et la Région du Nord-Ouest, à proximité de la frontière avec le Nigeria. Elle fait partie de la commune de Misaje. C'est aussi le siège d'une chefferie traditionnelle de 2e degré.

## Population
En 1970 la localité comptait 1 657 habitants.
Lors du recensement de 2005, 4 522 personnes y étaient dénombrées.
Avec le village de Kwei, c'est l'une des rares localités où on parle le kemedzung, une langue bantoïde méridionale beboïde.